# 豊田市立下山中学校
豊田市立下山中学校（とよたしりつ しもやまちゅうがっこう）は、愛知県豊田市大沼町青木にある公立中学校。下山地区唯一の中学校である。

## 沿革

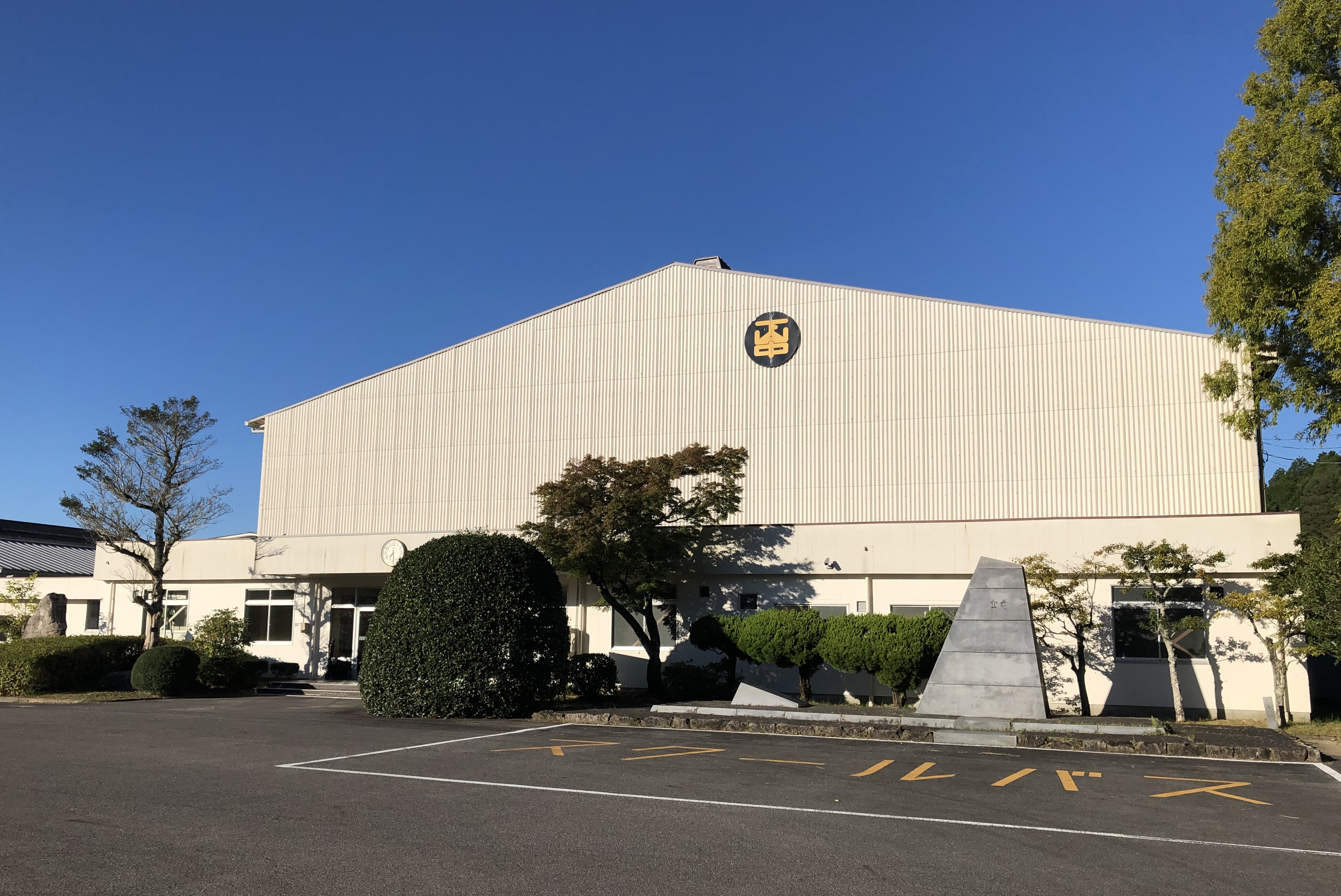
体育館

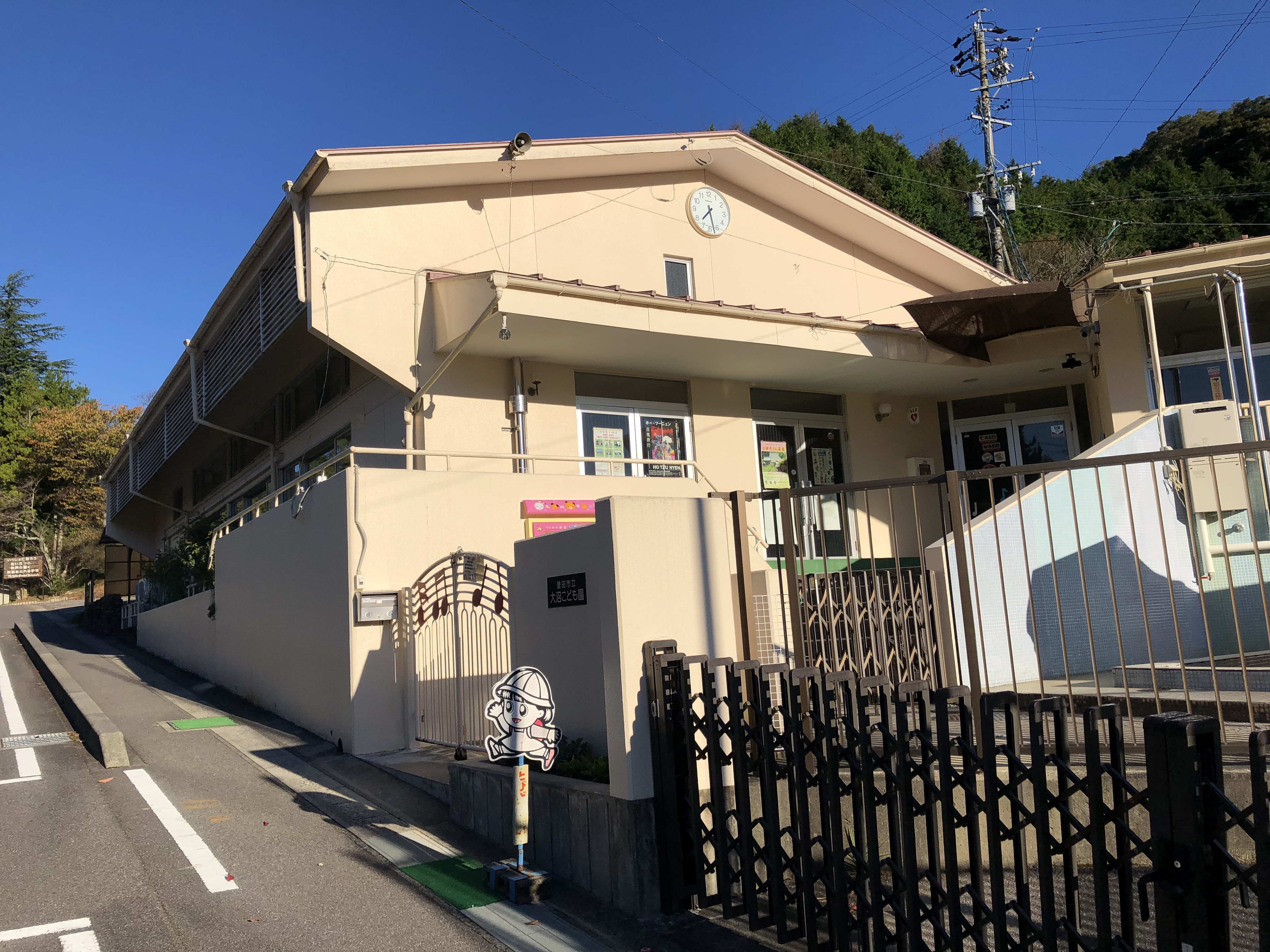
近隣にある豊田市立大沼こども園

- 1971年（昭和46年） - 下山村立大沼中学校と下山村立羽布中学校を統合して開校
- 2005年（平成17年） - 下山村の市町村合併により、豊田市立下山中学校となる。
- 2011年（平成23年） - 豊田市立大沼小学校が下山中学校校地内に校舎を新築し、移転する。

## 通学区域
以下の小学校区。
- 豊田市立大沼小学校
- 豊田市立巴ヶ丘小学校
- 豊田市立花山小学校

## 周辺
- 豊田市役所下山支所
- 豊田市立大沼小学校
- 国道301号
- 愛知県道77号足助下山線

## 出身者
- 小島亨介 - プロサッカー選手